# Katrin Pors
Pour les articles homonymes, voir Pors.
Katrin Pors, née le 11 août 1983 au Danemark, est une productrice et directrice de production danoise.

## Biographie
Katrin Pors est diplômée de l'Escuela Internacional de Cine y Televisión (EICTV de Cuba) et de la Media Business School en Espagne.
Elle est l'une des fondatrices de Snowglobe, une société de production basée à Copenhague qui se concentre sur la production de longs métrages à travers les frontières. Parmi ses œuvres récentes figurent le film d'ouverture de la 50e édition de la Quinzaine des réalisateurs, Les Oiseaux de passage de Ciro Guerra et Cristina Gallego, ainsi que la coproduction de la Quinzaine des réalisateurs, Julie (en 12 chapitres) (en norvégien : Verdens verste menneske) de Joachim Trier et Monos d'Alejandro Landes. Elle a également travaillé sur des films tels que Un jour si blanc (en anglais : A White, White Day ; en islandais : Hvítur, Hvítur Dagur), Nid (da) (Hreiður) et Godland (Vanskabte Land / Volaða Land) de Hlynur Pálmason.
Elle a produit des films pour des réalisateurs tels que Amat Escalante, Annemarie Jacir, Jonas Capriagno, Carlos Reygadas et Ralitza Petrova.

## Filmographie partielle

### Au cinéma
- 2008 :  El futuro del ayer  (productrice)
- 2008 :  Unidad 25  (productrice associée)
- 2010 :  En el insomnio  (court métrage, production)
- 2011 :  Un día en el paraíso  (court métrage, production)
- 2011 :  Las carpetas  (productrice associée)
- 2012 :  O Apóstolo  (productrice associée)
- 2013 :  A cicatriz branca  (productrice)
- 2013 : Slimane  (coproducteur de développement)
- 2014 :  Disportrait  (productrice)
- 2015 : Violencia  (co-productrice)
- 2016 :  La Région sauvage  (co-productrice)
- 2016 : Godless (Bezbog) de Ralitza Petrova (productrice)
- 2017 :  Wajib - L'invitation au mariage  (co-productrice)
- 2017 : Thelma de Joachim Trier (co-productrice)
- 2017 :  Notre enfant  (co-productrice)
- 2017 : La Mauvaise Réputation  (productrice associée)
- 2018 : La reina del miedo  (co-productrice)
- 2018 : Les Oiseaux de passage de Ciro Guerra et Cristina Gallego (productrice)
- 2018 : Petra de Jaime Rosales (productrice)
- 2018 : Nuestro Tiempo  (co-productrice)
- 2018 : Lifeboat (en)  (productrice)
- 2018 :  Brakland  (productrice)
- 2019 :  Divino Amor  (co-productrice)
- 2019 : Monos d'Alejandro Landes (co-productrice)
- 2019 :  Western Arabs  (productrice)
- 2019 :  Un jour si blanc  (co-productrice)
- 2019 : Selvmordsturisten (da) (Suicide Tourist) de Jonas Alexander Arnby (productrice)
- 2020 :  Wildland  (productrice)
- 2020 :  Lille sommerfugl  (productrice)
- 2021 : Der menschliche Faktor (Human Factors) de Ronny Trocker (co-productrice)
- 2021 : Mitra (en)  (co-productrice)
- 2021 :  Julie (en 12 chapitres)  (co-productrice)
- 2021 :  A Chiara  (productrice)
- 2021 :  Inherent  (court métrage, productrice exécutive)
- 2021 : The Innocents  (co-productrice)
- 2021 :  Costa Brava, Lebanon  (co-productrice)
- 2022 :  Miss Viborg  (productrice)
- 2022 : Nid (da) (Hreiður) de Hlynur Pálmason (court métrage, production)
- 2022 :  Godland  (productrice)
- 2022 :  Le Bleu du caftan de Maryam Touzani (co-productrice)
- 2022 :  Quand les vagues se retirent  (co-productrice)
- 2023 :  København findes ikke  (productrice)
- 2023 : Lost in the Night d'Amat Escalante (co-productrice)
- 2023 : Les Colons de Felipe Gálvez (co-productrice)
- 2023 : Mother, Couch (en) de Niclas Larsson (co-productrice)
- 2023 :  Hygge!  (productrice)
- 2024 :  Can't Feel Nothing  (productrice)
- 2024 : Everybody Loves Touda  (co-productrice, production achevée)
- Chocobar  (co-productrice, en cours de production)
- El jockey  (co-productrice, en post-production)
- Lust  (production, en post-production)

### À la télévision
- 2016 :  Kanonkongen Freja (post productrice, série télévisée, 7 épisodes)

## Récompenses et distinctions
- (en) Katrin Pors: Awards, sur l'Internet Movie Database